# Peralta i Calassanç
Peralta i Calassanç és un municipi de la comarca de la Llitera format pel reagrupament municipal de Peralta de la Sal i Calassanç. El nom oficial castellà del municipi és Peralta de Calasanz.

## Entitats de població
- Quatrecorts
- Soreta de la Llitera

### Antic terme de Gavasa
- Gavasa, situat a la dreta del barranc de Gavasa, a 644 metres d'altitud.[4]
- El Canar, a 6 quilòmetres al sud de Gavasa.[5]
- Llavassui, situat als vessants meridionals de la serra de la Corrodella.[6]

## Llocs d'interés
- Monestir de Vilet.[7]
- Santuari de la Mare de Déu de la Móra.[8]
- Santuari de la Mare de Déu de la Gansa, situat a dos quilòmetres de Peralta de la Sal.[9]